# ノルウェン・ルロワ
ノルウェン・ルロワ（Nolwenn Leroy）こと、本名ノルウェン・ル・マゲルス（Nolwenn Le Magueresse、1982年9月28日 - ）は、フランスのシンガーソングライター。

## 来歴

### 生い立ち
フランスの北西部ブルターニュ地域圏フィニステール県にあるサン＝ルナンで、ブルトン人の家庭にて生まれた。父親は、元プロサッカー選手のジャン＝リュック・ル・マゲルス（Jean-Luc Le Magueresse）である。妹にケイがいる。
4歳の頃に父親の仕事の関係で故郷フィニステール県を離れ、パリ、リール、ガンガンなどに移り住む。最終的にヴィシー近郊にて落ち着いた。ヴィシーにあるコレージュ・デ・セレスタン（Collège des Célestins）に通った。11歳の時にヴァイオリンを学ぶ。13歳の時にアートコンテストで優勝した。1998年、15歳の頃に交換留学生としてアメリカ合衆国オハイオ州シンシナティにある高校に留学した。

### キャリア
2002年、フランスのリアリティ・オーディション番組『スター・アカデミー』シーズン2で優勝、2003年においてファースト・アルバム『Nolwenn』でメジャー・デビューした。アルバム『Nolwenn』は、フランス、ベルギーのチャートで1位、スイスのチャートで2位を獲得。ファースト・シングル「Cassé」はフランス、ベルギーで1位、スイスで4位となった。2005年リリースのアルバム『Histoires Naturelles』はフランスで3位、ベルギーで7位を獲得。リードシングル「Nolwenn Ohwo !」はフランスで1位、ベルギーで3位を獲得した。2010年12月6日にリリースした『Bretonne』はフランス、ベルギーで1位を記録した。
近年はブルトン語で歌うことが多くなっている。

### 私生活
2008年より元プロテニス選手アルノー・クレマンとパートナー関係にあり、2017年に一子をもうけている。

## ディスコグラフィ

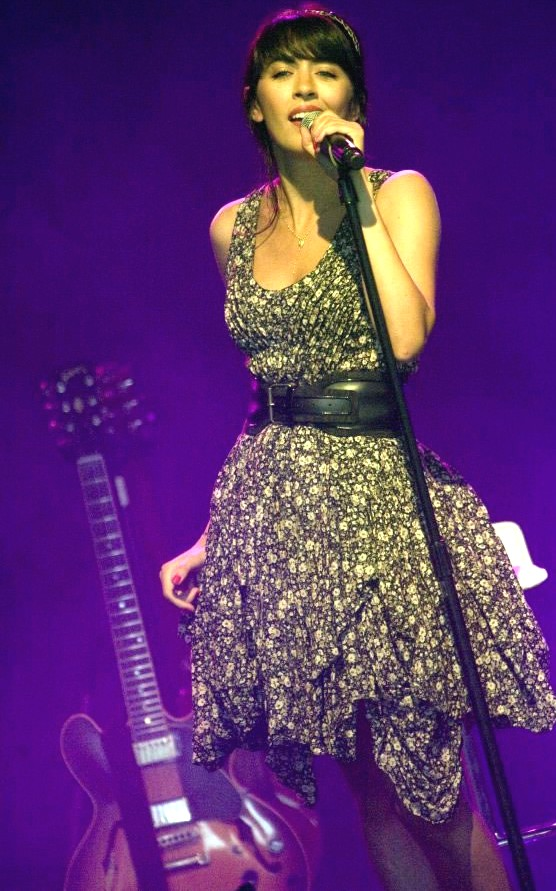
ノルウェン・ルロワ（2010年）

### スタジオ・アルバム
- Nolwenn（2003年）
- Histoires Naturelles（2005年）
- Le Cheshire Cat et Moi（2009年）
- Bretonne (2010年)
- Ô Filles de l'eau (2012年)
- Gemme (2017年)
- Folk (2018年)
- La Cavale (2021年)

### ライブ・アルバム
- Histoires Naturelles Tour (2007年)
- Ô Tour de l'eau (2014年)

### シングル
- "Cassé"（2003年）
- "Une femme cachée"（2003年）
- "Suivre une étoile"（2003年）
- "Inévitablement"（2004年）
- "Le dernier mot"（2004年）
- "Nolwenn Ohwo !"（2005年）
- "Histoire Naturelle"（2006年）
- "Mon ange"（2006年）
- "J'aimais tant l'aimer"（2006年）
- "Reste encore"（2007年）
- "Faut-il, faut-il pas ?"（2009年）
- "Textile schizophrénie" （2010年）
- "Suite Sudarmoricaine"（2010年）
- "Mná na h-Éireann (Women of Ireland)"（2010年）
- "La Jument de Michao"（2010年）
- "Tri Martolod"（2011年）
- "Brest"（2011年）
- "Moonlight Shadow"（2011年）
- "Juste Pour Me Souvenir" (2012年)
- "Sixième Continent" (2013年)
- "J'ai volé le lit de la mer" (2013年)
- "Ophélia" (2014年)
- "Gemme" (2017年)
- "Trace ton chemin" (2017年)
- "Brésil, Finistère" (2021年)
- "Loin" (2021年)